# Acridomyia canadensis
Acridomyia canadensis is een vliegensoort uit de familie van de bloemvliegen (Anthomyiidae).